# Alexej Dmitriev
Alexej Dmitriev (russisch Алексей Дмитриев/Alexei Dmitrijew, belarussisch Аляксей Дзмітрыеў/Aljaksej Dsmitryjeu; * 24. Dezember 1985 in Minsk, Weißrussische SSR) ist ein deutsch-belarussischer Eishockeyspieler, der seit der Saison 2022/23 bei den Moskitos Essen in der Oberliga unter Vertrag steht. Zuvor spielte er unter anderem für die Iserlohn Roosters, Kölner Haie, Eisbären Berlin und Düsseldorfer EG in der Deutschen Eishockey Liga.

## Karriere
Im Alter von 10 Jahren zog Alexej Dmitriev mit seiner Familie nach Deutschland, wo er zunächst in Herne, kurze Zeit später in Wilhelmshaven wohnte. Während sein Vater Andrej dort als Stürmer Eishockey spielte, konnte Sohn Alexej mit dem Inlinehockey-Team 2000 die Deutsche Meisterschaft gewinnen. 2001 spielte der Linksschütze erstmals gemeinsam mit seinem Vater im Seniorenteam der Herner EG in der Regionalliga. In der darauffolgenden Saison erzielte der Angreifer zwölf Tore und elf Vorlagen, woraufhin er von den gerade zwangs-abgestiegenen Moskitos Essen aus der Oberliga verpflichtet wurde. Zur Spielzeit 2004/05 stiegen die Moskitos in die 2. Eishockey-Bundesliga auf, wo Dmitriev gleich zwölf Scorerpunkte gelangen. Dadurch wurde der DEL-Club Iserlohn Roosters auf den gebürtigen Belarussen aufmerksam und verpflichteten ihn gemeinsam mit Michael Wolf zur Saison 2005/06.
Zur Saison 2007/08 unterzeichnete Dmitriev einen Zweijahresvertrag bei den Kölner Haien. Im Juni 2009 wurde er von den Dresdner Eislöwen unter Vertrag genommen, bei denen er einer der Leistungsträger war. Zudem stand er in einem Spiel für deren Kooperationspartner Eisbären Berlin in der DEL auf dem Eis. Die Saison 2010/11 verbrachte er bei Dresdens Ligarivalen Hannover Indians. Anschließend verließ er die Mannschaft und schloss sich der Organisation des HK Dinamo Minsk aus der Kontinentalen Hockey-Liga an, für dessen Kooperationspartner HK Homel er in der Saison 2011/12 in der belarussischen Extraliga spielte.
Zur Saison 2013/14 wechselte Dmitriev in die DEL2 zu den Bietigheim Steelers. Mit diesen konnte er zwar ins Play-off-Finale einziehen, jedoch unterlagen die Steelers den Fischtown Pinguins in der Serie mit 1:4. Der Linksschütze verließ die Steelers am Saisonende in Richtung Dresdner Eislöwen, wo er schon in der Saison 2009/10 auf dem Eis stand. Dort unterschrieb Dmitriev einen Einjahresvertrag mit Ausstiegsklausel für die Saison 2014/15. So blieb ihm die Möglichkeit, auf eine Anfrage eines höherklassigen Vereins im In- oder Ausland positiv zu reagieren. Diese Möglichkeit nutze er wenige Tage später, als er von der Düsseldorfer EG verpflichtet wurde. Am 10. Februar 2015 wurde bekannt, dass Dmitriev seinen Vertrag bei der DEG um ein Jahr verlängert hat. Im Anschluss der Saison 2017/18 wechselte Dmitriev zu den Iserlohn Roosters, bei denen er bereits in den Jahren 2005 bis 2007 spielte.
Zur Saison 2020/2021 unterzeichnete er einen Vertrag bei den Löwen Frankfurt in der DEL2. Nachdem sein Vertrag in Frankfurt in der Folgesaison um ein Jahr verlängert worden war, gewann er 2022 mit den Löwen die DEL2-Meisterschaft und erreichte damit den Aufstieg in die DEL. Nach diesem Erfolg verließ er den Club und kehrte zur Saison 2022/23 zu den Moskitos Essen zurück, bei denen er bereits zwischen 2003 und 2005 aktiv war.

## Erfolge und Auszeichnungen
- 2000 Deutscher Inlinehockey-Meister mit dem EC Wilhelmshaven
- 2004 Aufstieg in die 2. Bundesliga mit den Moskitos Essen
- 2013 belarussischer Pokalsieger mit dem HK Homel
- 2022 DEL2-Meisterschaft mit den Löwen Frankfurt und Aufstieg in die DEL

## Karrierestatistik
Stand: Ende der Saison 2023/24
(Legende zur Spielerstatistik: Sp oder GP = absolvierte Spiele; T oder G = erzielte Tore; V oder A = erzielte Assists; Pkt oder Pts = erzielte Scorerpunkte; SM oder PIM = erhaltene Strafminuten; +/− = Plus/Minus-Bilanz; PP = erzielte Überzahltore; SH = erzielte Unterzahltore; GW = erzielte Siegtore; 1 Play-downs/Relegation; Kursiv: Statistik nicht vollständig)